# WiiSpeak

Mit Wii Speak kompatible Spiele wurden mit diesem Symbol gekennzeichnet

Wii Speak war ein im Dezember 2008 veröffentlichtes Zubehör für die Nintendo Wii Konsole. Es besteht aus einem Raummikrofon, das oben auf einem Fernsehgerät befestigt werden soll, und ermöglichte die Sprachkommunikation zwischen bis zu vier Konsolen. Das Mikrofon wurde über den USB-Port an die Konsole angeschlossen.
Die Sprachkommunikation erfolgte über einen speziell von Nintendo bereitgestellten, ebenfalls Wii Speak genannten Internetdienst.
Zeitgleich mit Wii Speak veröffentlichte Nintendo Animal Crossing: Let's go the City als erstes Spiel, das die seinerzeit neue Sprachfunktion voll unterstützte. So war es möglich, sich mit jedem Spieler während des laufenden Spiels zu unterhalten – vorausgesetzt, der Spieler besaß ebenfalls ein solches Mikrofon.
Der Internetdienst wurde gleichzeitig mit den anderen WiiConnect24-Diensten am 20. Mai 2014 eingestellt.